# Lycocerus satoi
Lycocerus satoi là một loài bọ cánh cứng trong họ Cantharidae. Loài này được Okushima miêu tả khoa học năm 2007.